# Boleslao III il Prodigo
Boleslao III il Prodigo (in polacco Bolesław III Rozrzutny) o il Generoso (23 settembre 1291 – Brzeg, 21 aprile 1352) è stato un nobile polacco, duca di Legnica e Brzeg dal 1296 al 1342 e duca di Breslavia dal 1296 al 1311.

## Biografia
Era il maggiore dei figli di Enrico V il Grasso, duca di Legnica e Breslavia e di sua moglie Elisabetta, figlia di Boleslao il Pio, duca della Grande Polonia.
Suo padre morì nel 1296 quando egli aveva soltanto cinque anni. La reggenza venne presa da sua madre, duchessa Elisabetta, e da suo zio paterno Bolko I, ma entrambi morirono presto, Bolko nel 1301 ed Elisabetta nel 1304. Fra il 1301 e il 1302 la tutela dei figli di Enrico V venne assunta da Enrico di Würben, vescovo di Breslavia, ma dopo circa un anno esso venne rimosso dall'incarico per la sua eccessiva prodigalità. Nel frattempo il re  Venceslao II di Boemia decise di trarre vantaggio della situazione, attratto dalla ricchezza e dalla strategicità del ducato di Breslavia. Nel 1302 il giovane Boleslao venne inviato alla corte di Praga ed un anno dopo (13 gennaio 1303) venne fidanzato alla settenne principessa Margherita (ceco: Markéta; polacco: Małgorzata), figlia minore del re. Il matrimonio avvenne cinque anni dopo nel 1308.
Fin dall'arrivo di Boleslao alla corte boema e dopo il suo fidanzamento con sua figlia, il re chiaramente lo favorì; questo atteggiamento provocò paura tra i parenti maschi e più vicini del re, che videro nel giovane duca di Legnica un concorrente potenziale per il trono. Sebbene Venceslao II avesse un figlio, la morte improvvisa del re nel 1305 ed un anno più tardi l'assassinio di suo figlio e successore Venceslao III ad Olomouc gli fecero assumere una posizione di preminenza. Boleslao cominciò la sua lotta per il trono Boemo assumendo il titolo di "haeres Regni Poloniae " (erede del regno polacco).
Le forze del duca di Legnica-Breslavia erano troppo insignificanti per competere efficacemente contro gli altri candidati al trono przemyslide: Rodolfo III d'Austria, Enrico di Carinzia e Giovanni del Lussemburgo. L'opportunità di prendere parte all'eredità del regno di Polonia, subì un certo danno dopo un tentativo fallito di controllare Kalisz fra il 1306 ed il 1307 e persa definitivamente contro il duca Enrico III di Glogau. Riuscì a conquistare solo la città di Troppau nel 1308, dopo la resa del duca Nicola I; comunque, due anni più tardi (11 giugno 1311), Boleslao rinunciò a questa città dopo il trattato di Olomouc. Per la rinuncia fu pagata a Boleslao l'enorme somma in 8.000 pezzi d'argento. Troppau fu unita poi alla corona boema e tornò al figlio ed erede di Nicola I, Nicola II nel 1318.
Le grandi ambizioni politiche di Boleslao esaurirono le finanze del suo ducato, non solo nel continuare le sue rivendicazioni sulla Boemia, ma anche per mantenere il suo stato. Sotto la pressione della nobiltà locale egli fu costretto a divise le sue terre tra i suoi più giovani fratelli Enrico e Ladislao. Il Ducato fu diviso in tre parti: Breslavia, Legnica e Brieg. Come fratello maggiore Boleslao ebbe la facoltà di scegliere per primo quale parte prendere per sé. Egli scelse il più piccolo e meno prospero ducato di Brieg e questa scelta sorprese tutti. Boleslao voleva probabilmente continuare la sua lotta per il trono boemo e perciò aveva bisogno della compensazione valutaria che fu offerta al principe che prese Brieg. Questi piani si rivelarono presto velleitari, e Boleslao pagò con la perdita, a favore del fratello Enrico VI, della parte più importante del ducato: Breslavia.
Inizialmente, Boleslao sembrò accettare il suo destino, ma un anno più tardi riuscì a togliere al suo giovane fratello Ladislao il ducato di Legnica, perché non era più in grado di pagare la sua parte della compensazione valutaria al fratello maggiore.
Nel 1312 Boleslao ed Enrico VI costituirono un'alleanza col il regnate della Piccola Polonia, Ladislao I di Polonia e con le loro forze unite diedero avvio ad una spedizione contro i duchi di Glogau, con il pretesto che l'ultimo duca Enrico III era il diretto responsabile della morte prematura di Enrico V, padre dei duchi di Legnica e Breslavia. La guerra durò cinque anni (1312-1317); alla fine Ladislao I riuscì a prendere quasi tutta la Grande Polonia, ma i suoi alleati presero soltanto le città di Uraz (Enrico VI), e Wołów e Lubiąż (Bolesław).
Dopo questa vittoria, Boleslao riprovò immediatamente le sue mire sulla successione al regno di Boemia, ora in appoggio a Giovanni del Lussemburgo. Egli ricevette la sua ricompensa fra il 1321 ed il 1322, quando il duca di Legnica-Brieg fu nominato da re Giovanni, governatore di Boemia durante i suoi viaggi in Germania ed Italia.
In Slesia, nel 1321, ricominciarono le guerre contro i duchi di Glogau. Essi dovevano combattere contro una coalizione formata da Boleslao, da suo fratello Enrico VI, Bolko II di Opole e Ladislao I. Questa volta il merito maggiore della vittoria fu dovuto a Boleslao. Il 10 agosto 1323 fu firmato un trattato di pace a Breslavia, in virtù del quale il duca Konrad I di Oleśnica cedette a Boleslao il ducato di Namysłów con le fortezze di Namysłów, Byczyna e Kluczbork.
Fin da 1322 le relazioni tra Boleslao ed il suo più giovane fratello Enrico VI cominciarono a deteriorarsi. Le ragioni furono perché Enrico rifiutò di sostenere la politica troppo aggressiva del fratello, come disse dopo aver firmato la pace con Konrad di Olesnica, e per le pretese di Boleslao sulla ricca Breslavia. Boleslao propose anche di scambiare il suo distretto di Legnica con Breslavia. Chiaramente, Enrico VI rifiutò questa proposta per lui sfavorevole. La guerra tra i fratelli era inminente. Enrico stabilì contatti con il nuovo re Ladislao I di Polonia e gli promise dei regali e che avrebbe chiamato il suo erede con in nome del sovrano in cambio dell'aiuto, ma Ladislao, temendo il pericolo di una simile alleanza, declinò l'offerta. Enrico chiese aiuto a Ludovico il Bavaro. Il 20 aprile 1324, il duca di Breslavia si dichiarò un vassallo dell'Impero; in cambio, Ludovico IV diede il suo assenso alla successione del ducato alle figlie di Enrico VI. Questa decisione incitò Boleslao ad armarsi per porre fine alla disputa, ma le fortificazioni di Breslavia fecero fallire il tentativo.
Nel 1327 la situazione cambiò completamente. Giovanni del Lussemburgo preparò un'offensiva contro Ladislao I e riuscì a persuadere Enrico VI a rompere la sua alleanza con l'Imperatore ed accettare di divenire un vassallo di Boemia. In cambio, ricevette dal re la Contea di Glatz, per il resto della sua vita, e un alto vitalizio.
L'ultimo tentativo di prendere Breslavia venne tentato da Boleslao nel 1327/28, durante l'assenza dalla Boemia di re Giovanni. Sfortunatamente, come per i suoi tentativi precedenti, anche questo fallì grazie alle difese molto possenti della città.
Nel 1329, il più giovane fratello di Boleslao, Ladislao, (che era stato spogliato dal fratello nel 1312 del ducato di Legnica) tornò all'improvviso in Slesia. Vassallo dichiarato di Boemia, Ladislao prese possesso di Legnica nel nome di re Giovanni. Questo fatto lasciò Boleslao in una situazione critica. Senza risorse per una guerra contro re Giovanni, il 9 maggio 1329 a Breslavia, Boleslao non poté far altro che dichiararsi vassallo del regno di Boemia.
Dopo la perdita della sua indipendenza, l'attività politica del duca di Legnica-Brieg chiaramente declinò. Egli prese parte, durante il periodo 1329-31, ad alcune spedizioni militari come vassallo di Giovanni del Lussemburgo, Lusazia e Glogau.

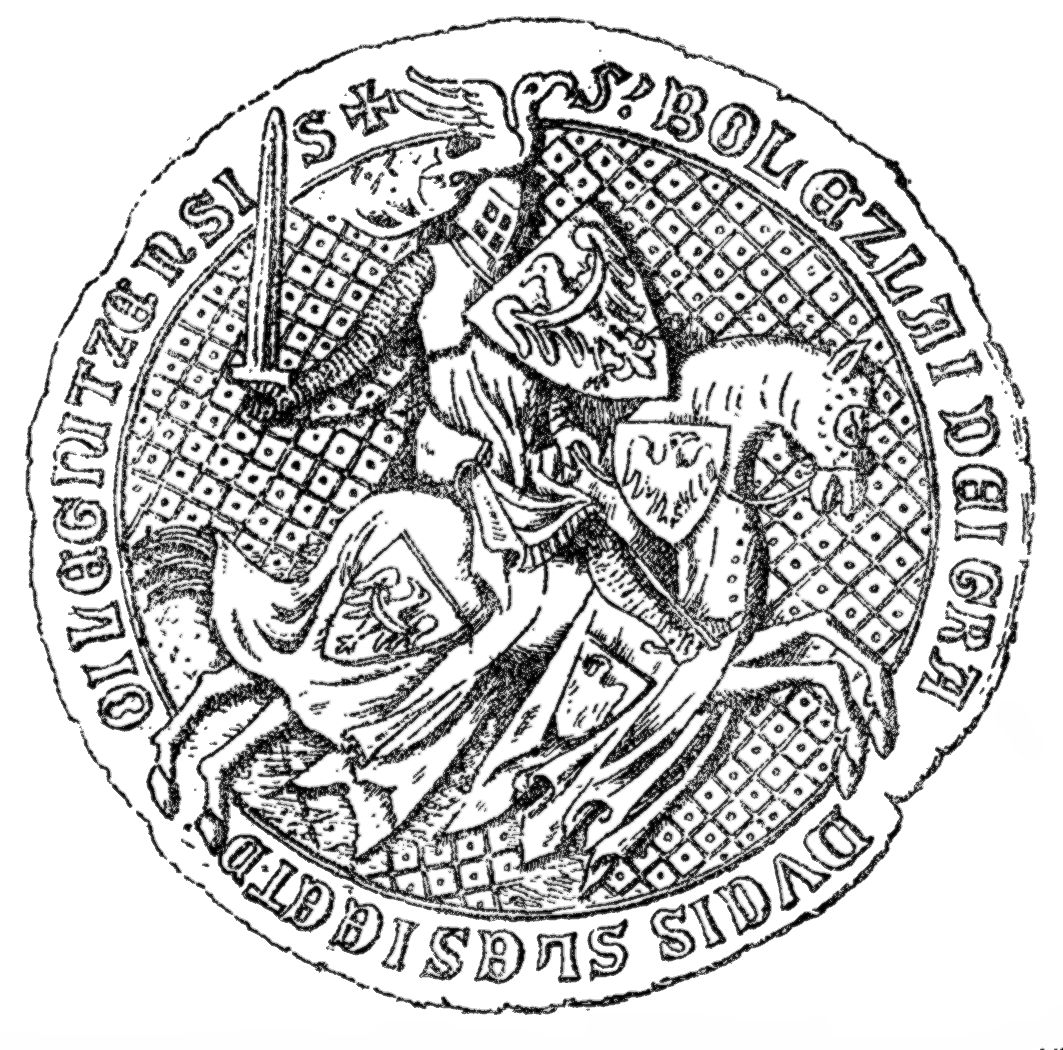
Sigillo di Boleslao III del 1337.

Allo scopo di mantenere il suo tenore di vita sontuoso ed i suoi viaggi continui (particolarmente al Congresso di Visegrád del 1335), Boleslao si trovò in una situazione finanziaria difficile che lo costrinse ad aumentare le tasse continuamente ed a vendere parte del suo ducato  (le città di Chocianów e Chojnów).
Il figlio maggiore di Boleslao, Venceslao I rifiutò questa dilapidazione del patrimonio di famiglia e si ribellò contro suo padre, chiedendo la sua parte d'eredità. Il duca non volle un conflitto con il figlio e nel 1338 concesse a Venceslao il ducato di Namyslów. Quattro anni più tardi (1342) diede ai suoi figli Venceslao I e Ludovico I il governo unito del ducato di Legnica. In cambio, Venceslao restituì Namyslów che Boleslao vendette quasi immediatamente a Casimiro III il Grande. Dopo la sua abdicazione, Boleslao si ritirò con la sua seconda moglie Caterina Šubic, una nobildonna croata, a Brieg dove rimase fino alla morte, avvenuta il 21 aprile 1352. Venne seppellito nel convento di Lubiąż.
Anche se la sua finanze non erano floride, Boleslao non abbandonò il suo prodigo stile di vita. Partecipò alle più importanti celebrazioni del suo tempo, come il matrimonio del re Casimiro III il Grande con Adelaide d'Assia a Poznań nel 1341, e l'incoronazione di Carlo IV di Lussemburgo, re di Boemia per cui fu costretto a vendere, il 19 gennaio 1344, al vescovo di Breslavia, Przecław z Pogorzeli la città di Grodków.
Per questi scempi venne scomunicato due volte dalle autorità ecclesiastiche: prima, per il ritardo nel pagare la decima nel 1337, ed una seconda volta, quando sequestrò proprietà della Chiesa nel 1340. La scomunica fu rimossa solamente sul suo letto di morte grazie all'insistenza dei suoi figli. Nonostante le scomuniche, Boleslao fu piuttosto generoso con la Chiesa, contribuendo alla crescita del convento di Lubiąż e fondando due monasteri, uno francescano ed un altro domenicano, a Brieg.

## Matrimonio e figli
Nel 1308, Boleslao sposò Margherita (Markéta; n. Praga?, 21 febbraio 1296 - m. Hradec Králové, 8 aprile 1322), figlia del re Venceslao II di Boemia. Essi ebbero tre figli:
1. Venceslao I (n. ca. 1318 - m. 2 giugno 1364).
2. Ludovico I il Giusto (n. ca. 1321 - m. 6/23 dicembre 1398).
3. Nicola (n. e m. Hradec Králové, 7 aprile 1322).

Nel 1326 Boleslao si sposò in seconde nozze con Caterina (n. prima del 5 marzo 1358), figlia di Mladen III Šubić, bano di Croazia. Essi non ebbero figli.  Boleslao lasciò il ducato di Brieg alla vedova che regnò fino alla morte.

## Ascendenza
|                         |                 |                                  | Genitori               |  |  | Nonni |  |  | Bisnonni         |  |  | Trisnonni           |  |
|                         |                 |                                  |                        |  |  |       |  |  | Enrico II il Pio |  |  | Enrico I il Barbuto |  |
|                         |                 |                                  |                        |  |  |       |  |  | Enrico II il Pio |  |  | Enrico I il Barbuto |  |
|                         |                 | Edvige di Andechs                |                        |  |  |       |  |  | Enrico II il Pio |  |  |                     |  |
| Boleslao II di Slesia   |                 |                                  |                        |  |  |       |  |  | Enrico II il Pio |  |  |                     |  |
|                         |                 | Anna di Boemia                   | Ottocaro I di Boemia   |  |  |       |  |  |                  |  |  |                     |  |
|                         |                 | Anna di Boemia                   | Ottocaro I di Boemia   |  |  |       |  |  |                  |  |  |                     |  |
|                         |                 | Anna di Boemia                   | Costanza d'Ungheria    |  |  |       |  |  |                  |  |  |                     |  |
| Enrico V di Slesia      |                 | Anna di Boemia                   |                        |  |  |       |  |  |                  |  |  |                     |  |
|                         |                 | Enrico I di Anhalt               | Bernardo di Sassonia   |  |  |       |  |  |                  |  |  |                     |  |
|                         |                 | Enrico I di Anhalt               | Bernardo di Sassonia   |  |  |       |  |  |                  |  |  |                     |  |
|                         |                 | Enrico I di Anhalt               | Brigitta di Danimarca  |  |  |       |  |  |                  |  |  |                     |  |
| Edvige di Anhalt        |                 | Enrico I di Anhalt               |                        |  |  |       |  |  |                  |  |  |                     |  |
|                         |                 | Ermengarda di Turingia           | Ermanno I di Turingia  |  |  |       |  |  |                  |  |  |                     |  |
|                         |                 | Ermengarda di Turingia           | Ermanno I di Turingia  |  |  |       |  |  |                  |  |  |                     |  |
|                         |                 | Ermengarda di Turingia           | Sofia di Wittelsbach   |  |  |       |  |  |                  |  |  |                     |  |
| Boleslao III il Prodigo |                 | Ermengarda di Turingia           |                        |  |  |       |  |  |                  |  |  |                     |  |
|                         | Ladislao Odonic | Odon di Poznań                   |                        |  |  |       |  |  |                  |  |  |                     |  |
|                         | Ladislao Odonic | Odon di Poznań                   |                        |  |  |       |  |  |                  |  |  |                     |  |
|                         | Ladislao Odonic | Viacheslava Yaroslavna di Halych |                        |  |  |       |  |  |                  |  |  |                     |  |
| Boleslao il Pio         | Ladislao Odonic |                                  |                        |  |  |       |  |  |                  |  |  |                     |  |
|                         |                 | Jadwiga di Pomerania             | Mestwin I di Pomerania |  |  |       |  |  |                  |  |  |                     |  |
|                         |                 | Jadwiga di Pomerania             | Mestwin I di Pomerania |  |  |       |  |  |                  |  |  |                     |  |
|                         |                 | Jadwiga di Pomerania             | Swinisława di Polonia  |  |  |       |  |  |                  |  |  |                     |  |
| Elisabetta di Kalisz    |                 | Jadwiga di Pomerania             |                        |  |  |       |  |  |                  |  |  |                     |  |
|                         |                 | Béla IV d'Ungheria               | Andrea II d'Ungheria   |  |  |       |  |  |                  |  |  |                     |  |
|                         |                 | Béla IV d'Ungheria               | Andrea II d'Ungheria   |  |  |       |  |  |                  |  |  |                     |  |
|                         |                 | Béla IV d'Ungheria               | Gertrude di Merania    |  |  |       |  |  |                  |  |  |                     |  |
| Iolanda di Polonia      |                 | Béla IV d'Ungheria               |                        |  |  |       |  |  |                  |  |  |                     |  |
|                         |                 | Maria Lascaris di Nicea          | Teodoro I Lascaris     |  |  |       |  |  |                  |  |  |                     |  |
|                         |                 | Maria Lascaris di Nicea          | Teodoro I Lascaris     |  |  |       |  |  |                  |  |  |                     |  |
|                         |                 | Maria Lascaris di Nicea          | Anna Comnena Angelina  |  |  |       |  |  |                  |  |  |                     |  |
|                         |                 | Maria Lascaris di Nicea          |                        |  |  |       |  |  |                  |  |  |                     |  |